# フィジークイナ
フィジークイナ (学名：Nesoclopeus poecilopterus) は、ツル目クイナ科に分類される鳥類の一種である。
1970年代を最後に観察記録がなく、絶滅したと考えられている。

## 分布
フィジー諸島（タベウニ島、ビティレブ島）

## 形態
体長約30cm。体の上面は褐色で、頭頂中央部から後頸にかけては赤褐色である。顔と耳羽、頸の側部、体の下面は濃いは灰色である。下尾筒と脇は黒色で、白色の横縞がある。虹彩は淡い褐色、嘴は橙色から黄色、脚は黄色である。

## 生態
熱帯の森林や湿地、畑などに生息する。地上で生活しており、恐らく飛翔することはできなかったとされる。

## 人間との関係
開発による生息環境の破壊や、人間が持ち込んだネコやマングースによる食害により、生息数が激減した。野生で最後に観察されたのは1970年代前半で、既に絶滅したものと考えられている。